# Nori
Nori（ノリ）は、日本のミュージシャンである。
音楽クリエイターグループROSE CUE 9のギタリストであり、リーダーを務めている。広島県広島市出身。

## 概要
2010年にえいぽん、萌彦らと共にヌクヌク企画を結成。YouTube登録者数50000人、総再生数1000万回を突破するも、2020年8月にヌクヌク企画活動終了を発表。
2021年の夏に当時の仲間らと共にROSE CUE 9を結成する。
作曲家としての一面もあり、代表作に戸松遥の楽曲「courage」等がある。
広島の実家では白いチワワ、東京の自宅では黒いチワワを飼っている。

## 来歴
2010年に現メンバーでもあるえいぽんと千田町公園で撮影したデジモンアドベンチャー「Butter-Fly」の手作りのPVを作ったのをきっかけにヌクヌク企画の活動をスタートする。中でもカバーした164の「天ノ弱」は300万再生を越えている。
ヌクヌク企画は多い時で20人が在籍していた。
オリジナル曲もいくつかリリースするも、2020年8月にヌクヌク企画の活動終了を発表した。
その後いくつかのバンドを経て、
2021年夏に当時の仲間が再集結し、ROSE CUE 9を結成する。
作曲家としては、声優の戸松遥に14枚目のシングル「courage」と、2ndアルバム『Sunny Side Story』の表題曲「明日色ひまわり」の楽曲を提供した。
地元アイドルMAPLEZの初期の楽曲でもある「恋のセンセーション」に作詞として参加した経験もある。「courage」はテレビアニメ「ソードアート・オンライン2」のオープニング曲に抜擢され、自身としては初めて全国メディアで使用された楽曲となった。また同楽曲は、日本レコード協会による2014年12月度有料音楽配信の「レコード協会調べ 有料音楽配信認定」のゴールドに認定された。
2023年9月9日に実力派の歌い手花たん、nayutaらをゲストボーカルに招いてROSE CUE 9名義としては初となるフルアルバム「Diva」をリリースした。収録されている全１０曲の作詞作曲を担当した。

## ディスコグラフィ

### アルバム（ROSE CUE 9）
- 1st 2023年9月9日「Diva」

（ゲストボーカル 苺咲べりぃ 花たん ice ユエナ 桃犬りんぉ まめこ nayuta けんたヴォ）

### シングル（ROSE CUE 9）
- 1st 2022年5月24日「Ring! Ring!コースター」（ゲストボーカル 桃犬りんぉ）
- 2nd 2022年11月3日「Left Behind」（ゲストボーカル 苺咲べりぃ）

### アルバム（ヌクヌク企画）2015年-2019年
- 1st mini album / ミニミニ音源集
- 2nd mini album / 絆
- 3rd mini album / Boys Chase
- 1st full album / Eternal

### 楽曲提供
- 作詞・作曲
  - 戸松遥 - courage（courage / 戸松遥 BEST SELECTION -sunshine-収録）
  - ainKnot - No One（No One収録）
- 作曲
  - 戸松遥 - 明日色ひまわり（Sunny Side Story / 戸松遥 BEST SELECTION -sunshine-収録）
  - ainKnot - アザミ / 光（アザミ / 光収録）
  - 出雲こころ - イランイラン・シンドローム
- 作詞
  - MAPLEZ - 恋のセンセーション / Clever / 夏恋☆ラビリンス（恋のセンセーション収録）